# Dressyr (ridsport)

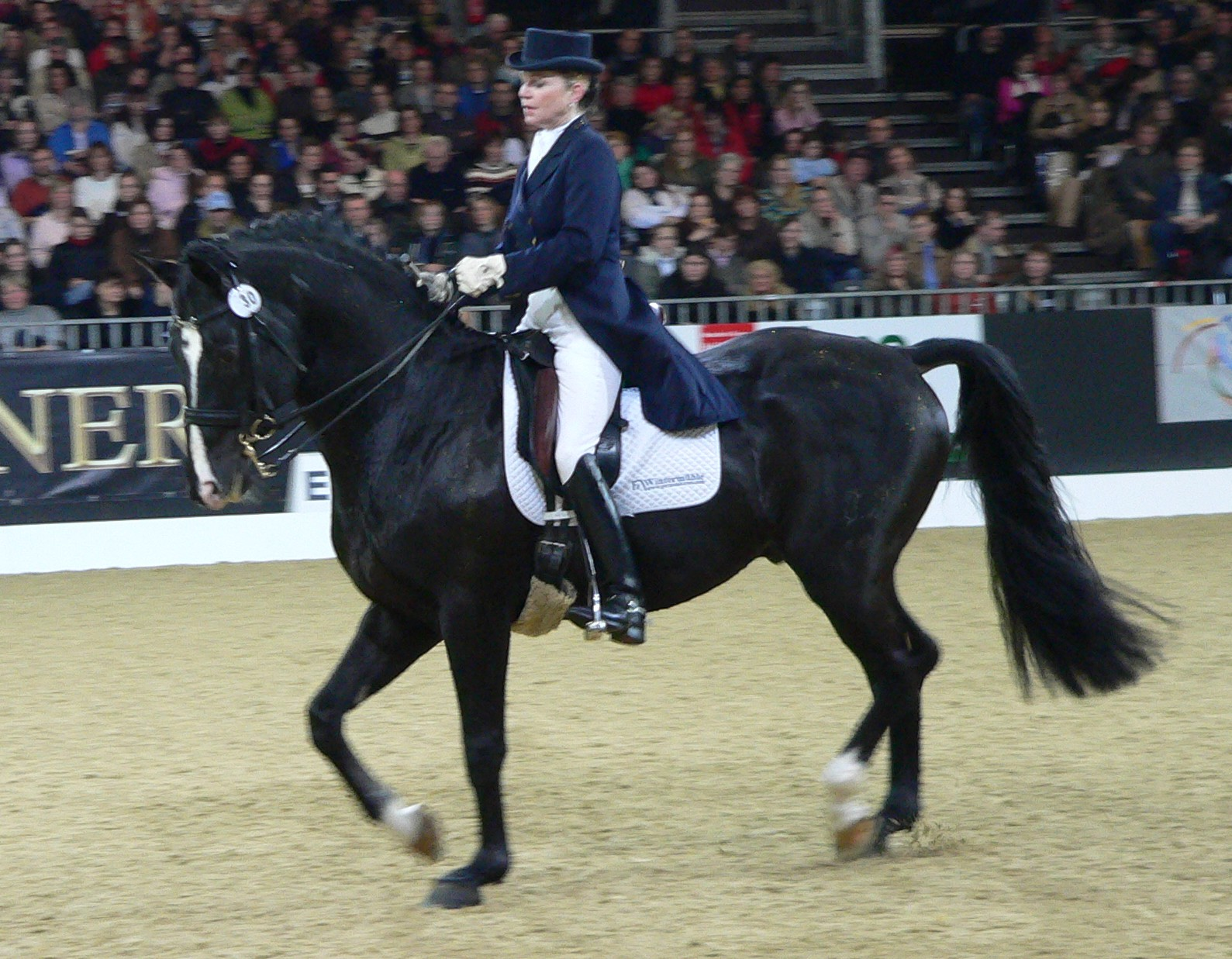
Ekipage under en kürtävling, dressyr som rids till musik.

Dressyr är en ridsportsgren med det huvudsakliga syftet att göra hästen användbar och angenäm att rida och att främja samspelet mellan ryttare och häst. Den nuvarande ridsportens dressyrridning är en klassisk ridning som har sin grund i militärens krav på praktisk ridning från 1800-talet fram till militärens "avhästning" under mitten av 1900-talet. 

## Grunder
Vid tävling inom dressyr (förr kallad prisiridning) och även vid träning skall hästen ridas enligt Tävlingsreglementet (TR); "Halsens och nackens resning skall anpassas efter hästens utbildningsståndpunkt och så att huvudet närmar sig lodplanet med nosen något framför lodlinjen genom ögat." Detta är en förutsättning för att få hästen "på tygeln". Kännetecken för samling, förutom nosens placering är att nacken alltid är halsens högsta punkt, att bröstryggen höjs, att länden är välvd samt att bakbenen placeras längre fram inunder hästen. Ju längre in under hästen bakbenen placeras, desto mer samlad är hästen och ju mer samlad hästen är desto mer vikt placerar den på bakpartiet. Hästen ser därmed ut att ha sänkt bakpartiet och höjt frampartiet. Dagens dressyrdomare och ryttare som tävlar i grenen dressyr tolkar Tävlingsreglementet (TR) på ett annat sätt än man gjorde förr. Förr ansåg man att det enda rätta var att rida hästen med dennes mungipa i lodlinjen genom ögat. Även om hästen reds med nosen i lodlinjen genom ögat, så var det så att säga "bakom hand"/inte "på bettet". Förespråkare för den äldre tolkningen kallar sin ridning Klassisk dressyr. Numera kan man se att hästen rids, under både träning och tävling, oavsett land eller nivå, oftast med nosen i eller bakom lodlinjen genom ögat, "bakom hand"/inte "på bettet". Detta anses ge en onaturlig form som kan vara skadlig för hästen. En extrem variant av ridning "bakom hand/inte "på bettet"" kallas rollkur, och anses av många som rent djurplågeri. Detta är dock inte bevisat i forskning. Det som är bevisat är att rollkur kan vara plågsamt för hästen om den kommer till den positionen genom tvång.
Hur man samlar hästen enligt Tävlingsreglementet (TR);
"Samling uppnås och utvecklas genom att bakbenen med mjukt böjda leder engageras framåt under hästens kropp, varvid en tyngdpunktsförflyttning sker framifrån och bakåt. Detta åstadkommes genom att ryttaren under korta men ofta upprepade moment aktiverar sina framåtdrivande hjälper (säte och skänklar). Därvid drives hästen framåt mot en mer eller mindre stillastående hand, som fångar upp en del av rörelsen framåt för att åstadkomma eftergift i bakben, rygg, hals och nacke och därmed en efter hästens utbildningsståndpunkt och byggnad väl avvägd resning av hals och huvud. Med andra ord "stämmes hästen av" mellan ryttarens framåtdrivande och förhållande hjälper, varvid en del av rörelsen framåt "släppes igenom" så mycket att hästen bringas röra sig i just det tempo, som ger dess gång avsedd takt och balans.
Samling erhålles således ej genom ett förkortande av tempot genom en enbart förhållande eller dragande hand, utan i stället genom ökad framåtdrivande inverkan med säte och skänklar mot en mjukt förhållande, uppsamlande och avstämmande hand med syfte att engagera bakbenen djupare under hästens kropp. 
Samling får sålunda ej förväxlas med långsamt tempo."
Vid tävling i dressyr är målet att hästen skall visa fria och spänstiga gångarter varvid ekipaget skall vara såpass samspelt att inga hjälper skall synas, utan det skall verka som om ekipaget dansar fram tillsammans. Dressyr är en olympisk tävlingsgren, och paradressyr är en paralympisk tävlingsgren.
Ekipagen tävlar i diverse klasser med huvudindelningarna som brukar göras enligt följande:
- Lätta klasser:  Lätt C, B och A, där lätt A är det mest avancerade. Innehåller rörelser såsom: volter, tempoökningar/minskningar, öppna, sidvärtesrörelser, bakdelsvändning, ryggning, halt.
- Medelsvåra klasser: Medelsvår C, B och A samt Prix S:t Georges (S:t Georges räknas som svår dressyr i bland annat Tyskland). Sluta, galoppombyten, förvänd galopp, galopp-piruett, bytesserier.
- Svåra klasser: Intermediare I och II samt Grand Prix. Byten i vartannat och varje steg, piaff och passage.

Dessutom förekommer så kallade kürprogram där ryttaren skall rida ett egenkomponerat program till egenvald musik med utvalda rörelser.
I paradressyr är ryttarna klassificerade i fyra grader. Programmen för de olika graderna innehåller:
- Grad 1: Skritt och trav
- Grad 2: Skritt och en mer sammanhängande travdel
- Grad 3: Skritt, trav och galopp motsvarande ungefär lätt A i svårighetsgrad
- Grad 4: Alla gångarter samt rörelser som öppna, sluta och förvänd galopp, motsvarande medelsvår

Dressyr ingår även som delmoment i fälttävlan och working equitation. I working equitation är beskrivningen av vissa dressyrmoment samt bedömningen i viss mån anpassade för att bättre passa en boskapsdrivande brukshäst.

## Rörelser inom dressyrridning
- skritt
- trav
- galopp

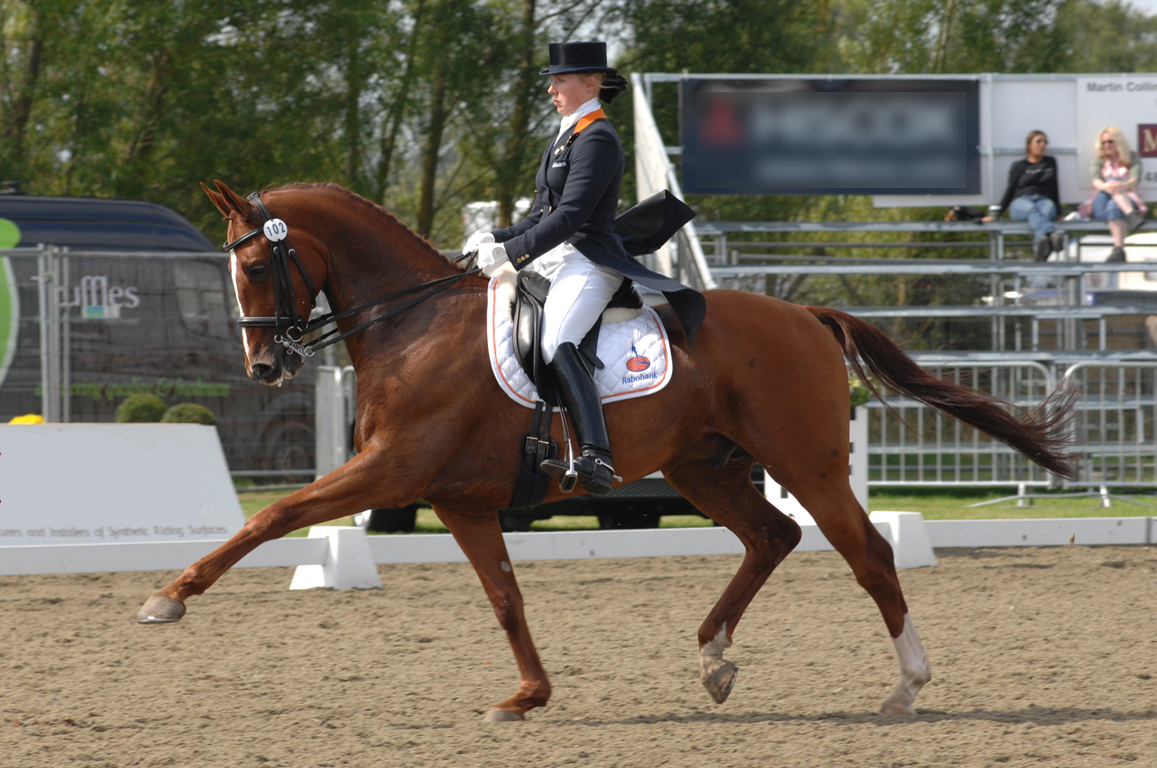
Utökad trav är ett vanligt inslag i de högre klasserna inom dressyren. I den utsträckta traven förlänger hästen steget och ökar takten markant.

- halvhalt; en övergående samling av hästen under rörelse varigenom steget för ett ögonblick förkortas och att hästen täcker mindre mark, vilket inte är riktigt samma sak som att minska tempo. Används ofta för att göra hästen redo för ett nytt kommando.
- ridning på volt
- ryggning
- vändningar; framdelsvändning och bakdelsvändning
- skänkelvikning (enklare sidvärtsrörelse)
- skolorna; öppna, sluta, förvänd sluta (svårare sidvärtsrörelser) där hästen rör sig ställd i nacken och böjd i bålen under ökad samling på dubbla spår
- piaff; en taktfast hög, mycket samlad trav under knappt skönjbar förflyttning framåt
- passage; en samlad kadenserad trav med höga, taktmässiga rörelser under tydligt vilande i steget
- piruett; helomvändning på bakdelen i samlad galopp

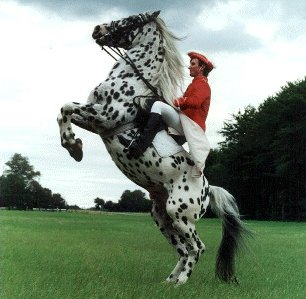
Rörelsen pesad, som innebär att hästen stegrar sig, ingår i de högre skolorna och utförs numer bara inom akademisk ridkonst och vid Spanska ridskolan i Wien. Rörelsen är inte tillåten inom vanlig dressyr.

Utöver dessa rörelser följer man även vissa mönster på banan, som kallas ridvägar, som då kan innebära att man vänder hästen snett över manegen, rakt upp längs mitten eller till och med vänder tillbaka genom volter och liknande. Dressyrprogram för nybörjare på väldigt lätta nivåer kan innehålla dessa vägar som då enbart rids i skritt, trav eller galopp. Programmen kan innehålla enstaka lättare rörelser som ökar ju svårare programmen är, exempelvis ryggning, bakdelsvändning eller olika vändningar . Dessa program rids främst av ungdomar och barn på klubbnivåer eller för att ta ridborgarmärket. 
Rörelser som numera endast tränas och visas vid till exempel Spanska ridskolan i Wien och Cadre Noir i Saumur, Frankrike.
- levad och pesad; där hästen i maximal samling sänkt bakdelen så mycket att framdelen med böjda knän lyfts från marken i jämvikt. Pesad kan jämföras med att hästen stegrar sig, medan hästen i levad snarare vilar på bakbenen och sitter som en kanin.
- croupade, hopp på stället varvid hästens fram- och bakben ska vara starkt och lika mycket krökta
- courbette; där hästen med sänkt bakdel, upplyftad framdel och starkt böjda framben utför ett flertal hopp framåt på bakbenen
- ballotad; hopp på stället varvid hästens fram- och bakben ska vara starkt böjda och bakbenens hovar riktade bakåt
- kapriol; där hästen stegras och bakbenen stöter ifrån, varvid hästen lyfts upp i luften; vid dess högsta punkt (då kroppen är horisontell) görs en kraftig bakåtspark.

## Dressyrryttare (exempel)
- Jan Brink
- Kyra Kyrklund
- Ulla Håkansson
- Isabell Werth
- Nicole Uphoff
- Anky van Grunsven
- Patrik Kittel
- Edward Gal
- Tinne Vilhelmson Silfven